# 锡朗 (埃罗省)
锡朗（法語：Siran，法語發音：[siʁɑ̃]）是法国埃罗省的一个市镇，属于贝济耶区。

## 地理
锡朗（43°18'48"N, 2°39'40"E）面积21.25 平方千米，位于法国奧克西塔尼大區埃罗省，该省份为法国南部沿海省份，南濒地中海，西南接奥德省，西北接塔恩省和阿韦龙省，东北与加尔省接壤。
与锡朗接壤的市镇（或旧市镇、城区）包括：阿济耶、佩皮约、塞斯拉斯、拉利维尼耶尔、米内尔沃。

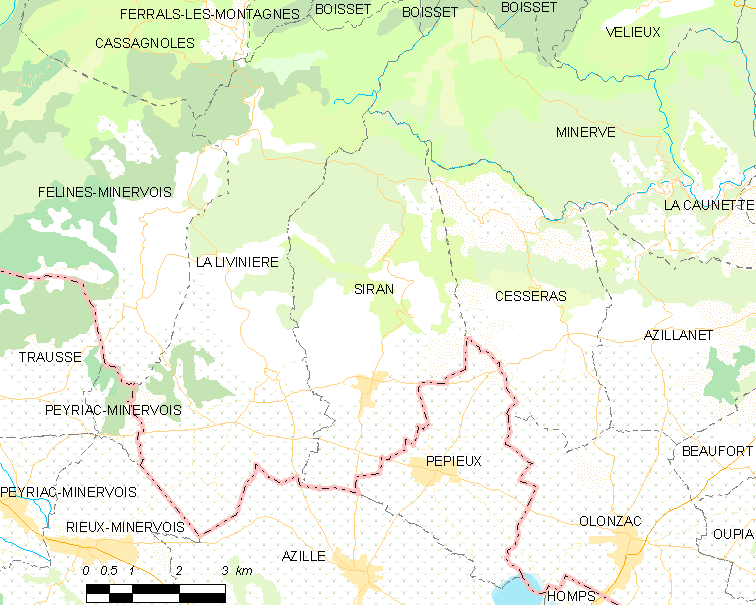
的OSM定位图

锡朗的时区为UTC+01:00、UTC+02:00（夏令时）。

## 行政
锡朗的邮政编码为34210，INSEE市镇编码为34302。

## 政治
锡朗所属的省级选区为圣庞斯德托米耶尔县。

## 人口

1962-2008年间人口变化图示

锡朗于2022年1月1日时的人口数量为751人。